# SOCS1
SOCS1 (« suppressor of cytokine signaling protein 1») est une protéine codée par le gène du même nom, membre de la famille des SOCS.

## Fonctions
Il est exprimé dans les cellules endothéliales. Il induit la dégradation de l'AK1 (« Apoptosis signal-regulating kinase 1 » et réduit par ce biais l'inflammation secondaire aux TNF (facteurs de nécrose tumorale). Il agit également comme inhibiteur du système de transduction JAK-STAT et de l'interleukine 6.
Il est également exprimé dans le thymus et la rate. Il protégerait contre le rejet de greffe.
Son absence (ou une mutation non fonctionnelle) est létale chez la souris.
Sur des modèles animaux, le SOCS1 pourrait protéger les oligodendrocytes contre l'apoptose dans la sclérose en plaques, diminuer les signes d'une arthrite inflammatoire, protéger contre la destructions des îlots de Langherans lors d'un diabète de type 1.
Chez l'être humain, son expression semble corrélé avec un meilleur pronostic du cancer du sein. Elle est diminuée dans les cellules endothéliales en cas d'athérome et pourrait jouer un rôle dans la préservation de la fonction endothéliale.